# Збірна Тонги з футболу
Збі́рна То́нги з футбо́лу — національна футбольна команда держави Тонга, якою керує Футбольна асоціація Тонги.
Найкращим виступом команди можна вважати виступ на першому Полінезійському кубку в 1993 році, що проводився в Самоа та на островах Кука. У 2002 році президент Футбольної асоціації Тонги — Ахонгалу Фусімалохі, був обраний членом Виконавчого комітету ФІФА.
Станом на 28 листопада 2024 посідає 199-e місце у рейтингу футбольних збірних світу.

## Чемпіонат світу
- 1930 до 1994 — не брала участь
- 1998 до 2018 — не пройшла кваліфікацію
- 2022 — відмовилась від участі
- 2026 — не пройшла кваліфікацію

## Кубок націй ОФК
- 1973 — не брала участь
- 1980 — не брала участь
- 1996 до 2024 — не пройшла кваліфікацію

## Тренери
- Руді Гутендорф (1981)
- Гарі Філліпс (2001)
- Хайнаве Каіфа (2002–2003)
- Мілан Янкович (2003–2005)
- Бен Перрі (2005-2006)
- Рісе Маклафлін (2006–2007)
- Кріс Вілліамс (2007-2010)
- Тімоте Половілі (2010-дотепер)